# プロセスデザイン
プロセスデザイン（英: process design）とは、ある計画をスタートさせるとき、その計画の「進め方」を事前に決めておこうとするプロジェクトマネジメントの手法。

## 概要
プロセス（process）とは処理、加工、過程進行、経過などの意味だが、都市・建築分野では「過程」「進行」「手順」の意味で使用されることが多く、ある計画がどのような過程で実施にいたったのか、どのような進捗状況であるか、進行予定であるか等を示す観念をいう。
そして、ある計画をスタートさせるとき、その計画の「進め方」を事前に決めておこうとするプロジェクトマネジメントの手法、行為をプロセスデザインと呼んでいる。問題解決、目標達成のために計画内容の実施される順序、段階、それによって生ずると考えられる成果、可能性のある障害等をマトリックスを用いて整理し、最良の手順を、また複数の方法について最良の方法を選択するプロセスデザインを行う、といったトータルデザイン的な行為（デザイン）である。
問題解決、目標達成のために計画内容の実施される順序、段階、それによって生ずると考えられる成果、可能性のある障害等をマトリックスを用いて整理し、最良の手順を選択する。複数の方法についてのプロセスデザインを行い、最良の方法を選択することも可能である。